# Scoliacma ochracea
Scoliacma ochracea là một loài bướm đêm thuộc phân họ Arctiinae, họ Erebidae.